# Капитонова, Фёкла Сергеевна
Фёкла Серге́евна Капито́нова (28 июля 1934, Новоторъяльский район, Горьковский край — 18 февраля 2002, Кузнецово, Марий Эл) — советский общественный деятель и передовик производства в сельском хозяйстве. Депутат Верховного Совета Марийской АССР 10-го и 11-го созывов (1980—1990). Лауреат Государственной премии СССР за выдающиеся достижения в труде (1984). Герой Социалистического Труда (1990).

## Биография
Родилась 28 июля 1934 года в деревне Алеево, Новоторъяльского района Марийской автономной области в семье крестьянина.
С 1953 года после окончания Новоторъяльской школы механизации сельского хозяйства Ф. С. Капитонова начала свою трудовую деятельность — трактористкой на тракторе ДТ-54 в Алексеевской машинно-тракторной станции.
С 1957 года после расформирования Алексеевской машинно-тракторной станции, Ф. С. Капитонова работала в Волгоградской области на различных должностях — разнорабочей, мотористкой на току, медсестрой в медицинском пункте и дояркой.
С 1969 года Ф. С. Капитонова вернулась в Марийскую АССР и стала работать кормачом, позже стала дояркой и затем — оператором машинного доения на Новокоминской молочной ферме совхоза «Семёновский», возглавляемого директором С. С. Жилиным.
С 1974 года после поступления на Новокоминскую молочную ферму коров голландской породы, Ф. С. Капитонова из группы в 50 нетелей подготовила 25 дойных коров. Из следующей группы животных Ф. С. Капитонова повторно набрала себе дойную группу коров, надои в которой постепенно стабилизировались. С 1974 года Ф. С. Капитонова стала постоянной участницей Выставки достижений народного хозяйства СССР.
В 1977 году Ф. С. Капитонова первой в Марийской АССР перешагнула шести тысячный рубеж по надоям молока, отдельные животные давали до 6250 килограммов молока, а в следующем 1978 году — по 6353 килограммов и ещё несколько лет на таком же уровне. Самый большой надой в группе Ф. С. Капитоновой от коров-рекордсменок доходил до 35-37 килограммов молока в день, одна из коров за третью лактацию дала — 7370 килограммов молока.
13 марта 1981 года «за отличие в труде и за успехи в выполнении и перевыполнении планов 1979 года» Указом Президиума Верховного Совета СССР Фёкла Сергеевна Капитонова была награждена Орденом Трудового Красного Знамени.
Ф. С. Капитонова ежегодно становилась победителем социалистического соревнования среди животноводов государственного племенного завода «Семёновский» и ежегодных профессиональных конкурсов доярок Марийской АССР «За большое молоко».
В 1984 году «за увеличение производства высококачественной продукции животноводства на основе эффективного использования достижений науки и передового опыта» Фёкла Сергеевна Капитонова была удостоена Государственной премии СССР за выдающиеся достижения в труде.
29 августа 1986 года «за выдающиеся трудовые показатели и за успехи, достигнутые при выполнении плана на 1985 год и принятых социалистических обязательств по выпуску продукции, повышению эффективности производства качества работы» Указом Президиума Верховного Совета СССР Фёкла Сергеевна Капитонова была награждена Орденом Ленина.
27 июля 1990 года Указом Президиума Верховного Совета СССР «за достижение выдающихся успехов в повышении продуктивности дойного стада на основе внедрения прогрессивных технологий, большой личный вклад в увеличение производства молока и проявленный трудовой героизм» Фёкла Сергеевна Капитонова была удостоена звания Героя Социалистического Труда с вручением Ордена Ленина и золотой медали «Серп и Молот».
Избиралась депутатом Верховного Совета Марийской АССР 10-го и 11-го созывов (1980—1990) и заместителем председателя Президиума Верховного Совета Марийской АССР, депутатом Медведевского районного Совета народных депутатов и делегатом XXVII съезда КПСС (1986).
С 1991 года Ф. С. Капитонова вышла на заслуженный отдых, проживала в селе Кузнецово Медведевского района.
Умерла 18 февраля 2002 года.

## Награды
- Медаль «Серп и Молот» (27.07.1990)
- Два ордена Ленина (29.08.1986, 27.07.1990)
- Орден Трудового Красного Знамени (13.03.1981)
- Медали ВДНХ
- Почётная грамот Президиума Верховного Совета Марийской АССР (1977, 1984, 1989)[4]

### Звание
- Заслуженный работник сельского хозяйства Марийской АССР (1983)

### Премии
- Государственная премия СССР за выдающиеся достижения в труде (1984 — «за увеличение производства высококачественной продукции животноводства на основе эффективного использования достижений науки и передового опыта»)
- Премия ВЦСПС (1985 — «за успешное выполнение и перевыполнении заданий 11-й пятилетки (1981—1985)»)